# Morgoth (zespół muzyczny)
Morgoth – niemiecki zespół deathmetalowy założony w 1985 roku.
Członkowie wybrali dla niej nazwę Morgoth dopiero w roku 1988. Jeszcze w tym samym roku zespół nagrał pierwsze demo pt. Pits of Utumno, zaś w 1989 wydał pierwszy minilongplay pt. Resurrection Absurd. Rok później grupa nagrała kolejną EP-ke pt. The Eternal Fall, którą zmiksował znany inżynier dźwięku Scott Burns.
Karierę na większą skalę zespół rozpoczął w 1991 po wtórnym wydaniu dwóch albumów EP w formie kompilacji The Eternal Fall/Resurection Absurd. W tym samym roku został nagrany pierwszy album Cursed, który spowodował spore zainteresowanie w Europie jak również przysporzył zespołowi popularność. Wydana w 1993 płyta Odium wzbudziła niemałe zamieszanie wśród wielbicieli grupy. Zespół połączył na niej deathmetalowe brzmienie z elementami industrialnymi. Ostatnim wytworem grupy jest płyta pochodząca z 1996 Feel Sorry for the Fanatic. Krótko po powstaniu albumu zespół rozpadł się.
W 2010 grupa wznowiła działalność. Zespół tworzy dwóch muzyków z pierwszego składu: frontman, wokalista – Marc Grewe oraz gitarzysta Harrald Buse a także grający niegdyś na gitarze basowej w Morgoth Sebastian Swart, dołączyli również nowi muzycy tj. basista Thilo Mellies i perkusista Marc Reign z grupy Destruction.
W 2011 zespół wystąpił na festiwalu Wacken Open Air, firmując powrót pod hasłem albumu Cursed.
Nazwa zespołu pochodzi od fikcyjnej postaci z uniwersum Śródziemia stworzonej przez J.R.R. Tolkiena.
17 grudnia 2020 roku na Facebookowej stronie, zespół ogłosił rozpad.

## Muzycy
| Skład zespołu - Karsten Jäger – śpiew (od 2014) - Harald Busse – gitara (1985–1998; od 2010) - Sebastian Swart – gitara basowa (1993–1998), gitara (od 2010) - Thilo Mellies – gitara basowa (od 2010) - Marc Reign – perkusja (od 2011) |  | Muzycy koncertowi - Sotirios „Soti” Kelekides – gitara basowa (2011) Byli członkowie zespołu - Marc Grewe – śpiew (1985–1998; 2010–2014), gitara basowa (1985–1990) - Rüdiger Hennecke – perkusja, instrumenty klawiszowe (1985–1998) - Carsten Otterbach – gitara (1985–1998) |

## Dyskografia
- Pits of Utumno (demo, 1988, wydanie własne)
- Resurrection Absurd (EP, 1989, Century Media Records)
- The Eternal Fall (EP, 1990, Century Media Records)
- Cursed (1991, Century Media Records)
- Odium (1993, Century Media Records)
- Feel Sorry for the Fanatic (1996, Century Media Records)
- 1987-1997: The Best of Morgoth (kompilacja, 2005, Century Media Records)
- Cursed to Live (album koncertowy, 2012, Century Media Records)
- Ungod (2015, Century Media Records)[6]

## Teledyski
| Tytuł               | Rok  | Reżyseria   | Album                      | Źródło |
| ------------------- | ---- | ----------- | -------------------------- | ------ |
| „Pits Of Utumno”    | 1989 | –           | The Eternal Fall           | [ 7 ]  |
| „Sold Baptism”      | 1991 | –           | Cursed                     | [ 7 ]  |
| „Body Count”        | 1991 | –           | Cursed                     | [ 7 ]  |
| „Isolated”          | 1991 | –           | Cursed                     | [ 7 ]  |
| „Under The Surface” | 1993 | –           | Odium                      | [ 7 ]  |
| „Last Laugh”        | 1996 | –           | Feel Sorry For The Fanatic | [ 7 ]  |
| „Traitor”           | 2015 | Dirk Behlau | Ungod                      | [ 8 ]  |